# Isra
Isra är ett arabiskt kvinnonamn med betydelsen nattlig resa. I Sverige var 100 kvinnor med förnamnet Isra folkbokförda den 31 december 2006. Samma datum år 2015 var antalet bärare 325, varav 305 bar namnet som tilltalsnamn.